# James E. W. Thompson
Pour les articles homonymes, voir James Thompson et Thompson.
James Edwin Wallace Thompson (29 avril 1879-6 mars 1958) est un homme politique canadien de la Colombie-Britannique. Il est député provincial libéral de la circonscription britanno-colombienne de Grand Forks de 1916 à 1920,.
Miller meurt à Vancouver en mars 1958 à l'âge de 78 ans.